# Союз (ракета)
Вижте пояснителната страница за други значения на Союз.
Союз (на руски: Союз, означаващо „съюз“, GRAU index 11A511) е съветска ракета носител проектирана от OKB-1 и произвеждана от State Aviation Plant No. 1 в Самара (Русия). Използвала се е за изстрелване на космическите кораби Съюз, част от програмата Союз, първоначално за непилотирани тестови полети, последванa от първите 19 пилотирани космически полета.
Първият полет на Союз е през 1966 година и е наследник на ракетата Восход част от фамилията Р-7. Тя е била двустепенна ракета, с четири двигателя около първата степен на ракетата.
Ракетите Союз се сглобяват хоризонтално от MIK Building на мястото на изстрелване. След това ракетата се придвижва и изправя на площадката за изстрелване. 